# Eiffeltoren (seksualiteit)
De Eiffeltoren is een sekspositie bij geslachtsgemeenschap tussen drie personen. Hierbij zitten twee personen geknield aan weerszijden van een derde persoon, waarbij de derde persoon tegelijk pijpt en vaginaal of anaal gepenetreerd wordt. Wanneer de twee personen elkaar een high-five geven, is er sprake van de Eiffeltoren.
De Eiffeltoren kan ook met vier personen, wanneer twee personen in dezelfde positie geknield tegenover elkaar zitten terwijl de derde en vierde personen gepenetreerd worden of pijpen.